# Rindera alaica
Rindera alaica är en strävbladig växtart som beskrevs av G.A. Lazkov. Rindera alaica ingår i släktet Rindera och familjen strävbladiga växter. Inga underarter finns listade i Catalogue of Life.